# Вестфорштадт

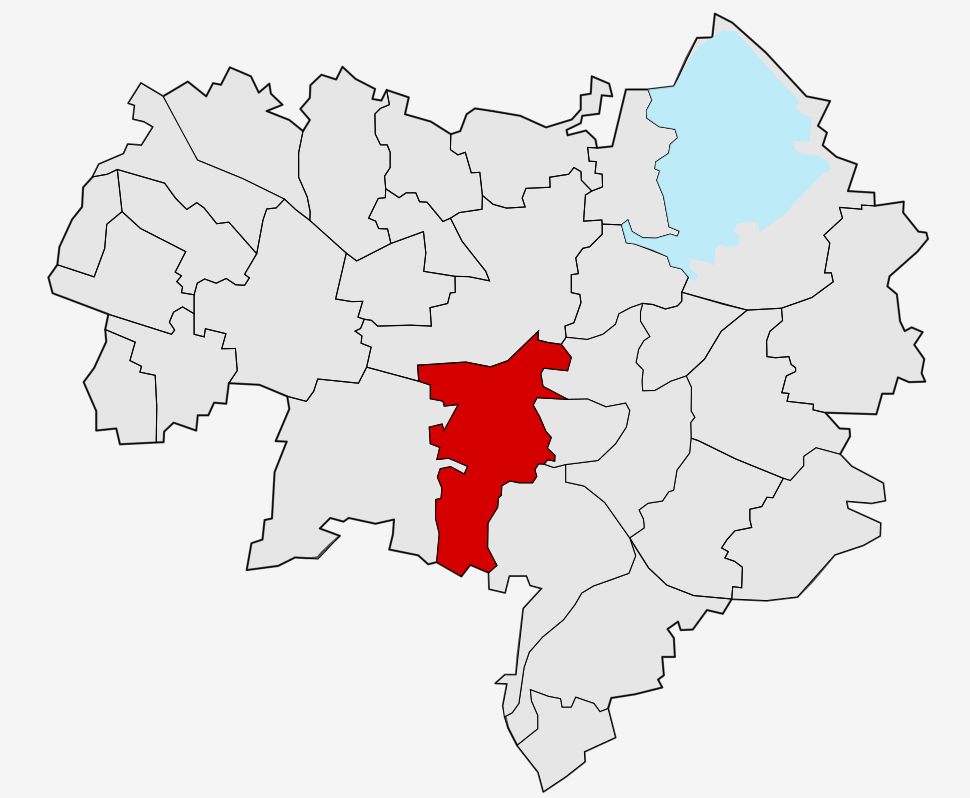
Вестфорштадт на городской карте Баутцена

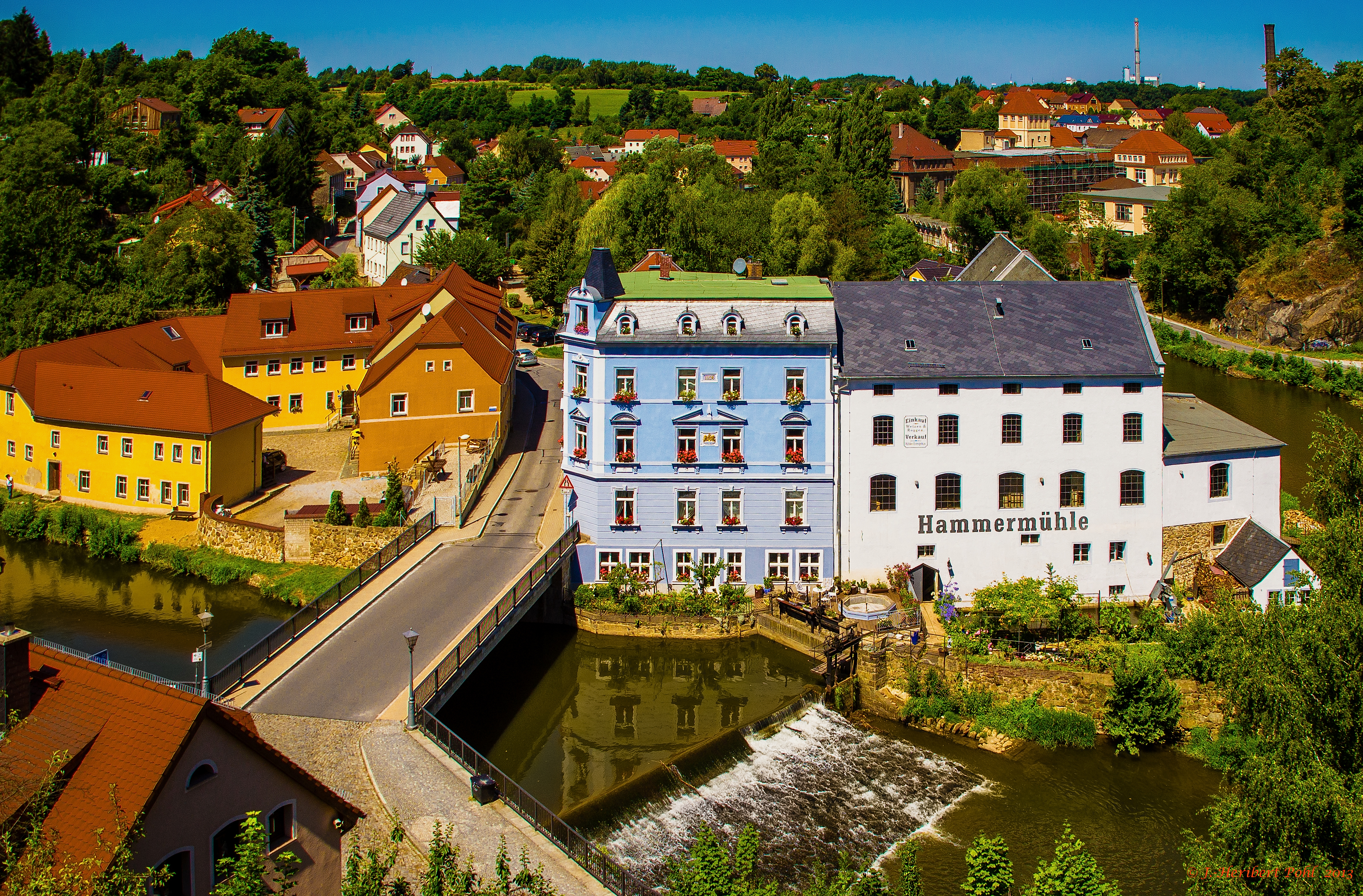

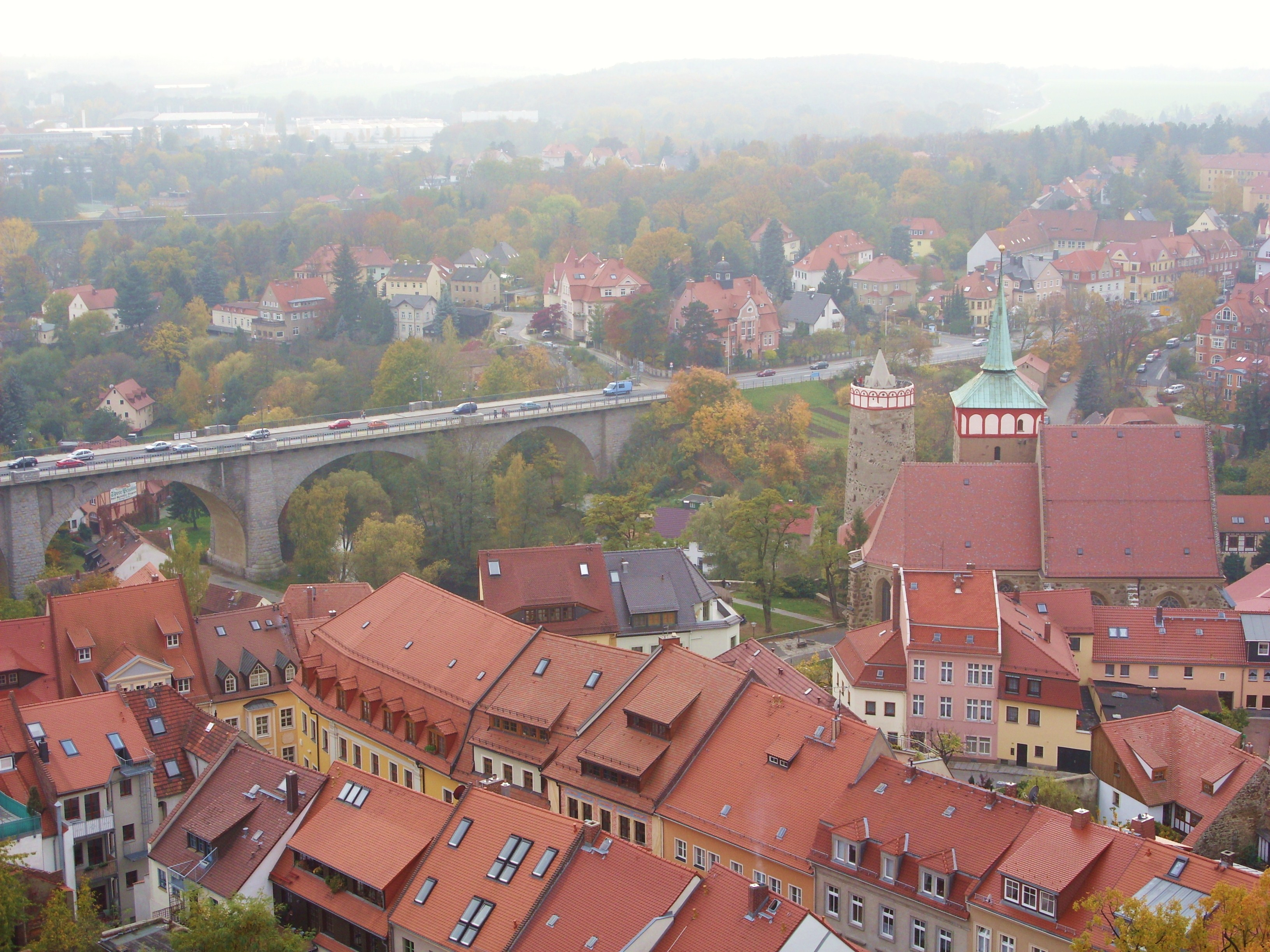
Мост «Фриденбрюкке», соединяющий Вестфорштадт с районом Инненштадт

Ве́стфорштадт или За́падне-Пше́дместо (нем. Westvorstadt; в.-луж. Zapadne předměstoо файле) — район исторического центра Баутцена, Германия. В границы района входит бывший пригород Жидов.

## География
Находится на правом берегу Шпрее в западной части старого города. Район состоит из двух отдельных друг от друга частей: на севере — бывший пригород Жидов и на юге — так называемый в просторечии «Новый город» (Bautzener Neustadt). Между этими частями находится обширный пустырь.
В состав Вестфорштадта также входит местность в южной части района под названием «Гумбольдтайн» (нем. Humboldthain, славянское наименование — «Гумбольдтовый-Гай», в.-луж. Humboldtowy haj) площадью около 50 гектаров, которая состоит из лесной зоны общественного отдыха, являющегося самым большим городским парком, района «Weiten Bleiche» и пастбищ для выпаса крупного рогатого скота.
По Шпрее проходит естественная граница с соседними городскими районами: Северовуходны-Вобкруг, Нуцковне-Место и Южне-Пшедместо, находящимися на востоке от Вестфорштадта.
Соседние населённые пункты: на севере — деревня Чихоньца, на юге — деревня Добруша коммуны Добершау-Гаусиг, на юго-западе — деревня Грубельчицы коммуны Добершау-Гаусиг и на западе — деревни Счийецы и Ратарецы (в границах района Штибиц)

## История
В 1272 году муниципалитет Баутена получил на востоке и юго-западе во владение западные районы земельных угодий для использования их в качестве пастбища для горожан (территория современного «Нового города»). Часть территории использовалась под пастбища до 1847 года. На другой части был оборудован плац, который использовался с 1776 по 1910 года. В последующие годы на плаце был построен аэродром, который функционировал с 1930-х годов до 1945 года.
На протяжении веков Шпрее была естественной преградой для расширения города на запад. После строительства в 1909 году моста «Фриденбрюкке» (Friedensbrücke, в.-луж. Most mĕra) на улице Clara-Zetkin-Straße в южной части Вестфорштадта стал возникать квартал городской постройки, который в последующее время прекратил развиваться в связи с тем, что Бауцтен в основном в это время расширялся на восток. Новое строительство жилых домов и социальной инфраструктуры в Новом городе началось только лишь в 1920—1930-е годы и продолжилось во времена ГДР.
В 1922 году к району присоединился бывший пригород Жидов.

## Инфраструктура
В западной части района с севера на юго-восток проходит автомобильная дорога Бундесштрассе 96, которая пересекается с улицей Dresdener Straße, являющейся часть автомобильной дороги S111. Северо-западнее Жидова находится автомобильная развязка «Bautzen-West» автомагистрали А4. Через район проходит железнодорожная линия железнодорожная линия Баутцен — Хойерсверда.

## Население
В районной топонимике, помимо немецкого языка, также широко используется верхнелужицкий язык.
В настоящее время Баутцен входит в состав культурно-территориальной автономии «Лужицкая поселенческая область», на территории которой действуют законодательные акты земель Саксонии и Бранденбурга, содействующие сохранению лужицких языков и культуры лужичан.
В 2020 году численность населения района составляла 3286 человека.